# Nederlandsche Lloyd Express
De Nederlandsche LLoyd Express was een van de treinen die, door de Compagnie Internationale des Wagons-Lits, werd ingezet om voor rederijen passagiers naar de vertrekhaven te vervoeren. De Nederlandsche LLoyd Express verzorgde vanaf 1936 de verbinding tussen Nederland en de haven van Genua, waar de reis naar Batavia per boot voortgezet werd via het Suezkanaal. De trein bestond uit slaaprijtuigen, een restauratierijtuig en een bagagewagen. De trein reed niet in een vaste dienstregeling maar werd ingezet naar behoefte, het uitbreken van de Tweede Wereldoorlog in 1939 betekende een voorlopig einde aan de zogeheten boottreinen en aanvoertreinen.

## Route en Dienstregeling
| PC | land      | station  | km | CP |
| -- | --------- | -------- | -- | -- |
|    | Nederland | Den Haag |    |    |
|    | Frankrijk | Parijs   |    |    |
|    | Italië    | Turijn   |    |    |
|    | Italië    | Genua    |    |    |